# Francis Bayer
Francis Bayer (Villerville, 11 juli 1938 - Parijs, 2 januari 2004) was een Franse componist en musicoloog.

## Biografie
Francis Bayer studeerde aan de Universiteit van Parijs waar hij in 1959 een bachelor in de filosofie behaalde. Na postuniversitaire studies een doctoraat in de filosofie gekregen te hebben, besloot Bayer te gaan componeren. Terwijl hij van oktober 1962 tot september 1973 filosofie doceerde op het voortgezet onderwijs volgde hij een muziekstudie aan de École Normale de Musique de Paris, een conservatorium in Parijs. Hier werd hij gedoceerd door Henri Dutilleux en behaalde een compositie graad in 1970. Vanaf 1971 doceerde hij esthetiek en muzikale analyse, alsmede instrumentatie en orkestratie aan de Universiteit van Parijs VIII-Venciennes. Onder de studenten die Bayer hier doceerde waren onder andere ook de toekomstige componisten Bernard Cavanna, Bernard de Vienne, Jean-Louis Florentz, Pascal Dusapin en Régis Renouard-Larivière. Hij schreef een scala aan studies en artikelen voor tijdschriften en het boek De Schönberg à Cage dat als een belangrijk theoretisch werk wordt beschouwd. Op 2 januari 2004 overleed Francis Bayer aan de gevolgen van kanker, op 65-jarige leeftijd.
Onder Bayers belangrijkste composities vallen Perspectives, een solo stuk voor cello uit 1991, Prélude à la nuit voor orkest uit 1992-1996 en de reeks Propositions. Deze reeks bestond uit acht stukken die Bayer tussen 1972 en 1989 componeerde.
- Bibliothèque nationale de France: cb139344224 (data)
- Gemeinsame Normdatei: 1089872496
- International Standard Name Identifier: 0000 0000 8363 8122
- Library of Congress Control Number: n82013981
- Nationale Bibliotheek van Letland: 000301603
- Nationale Bibliotheek van Israël: 987007371652805171
- Nederlandse Thesaurus van Auteursnamen: 070000395
- Système universitaire de documentation: 059157895
- Virtual International Authority File: 22331321
- WorldCat: E39PBJq6Wt96JBcPhJt7tvHcT3